# Messidor (Film)
Messidor ist ein Film von Alain Tanner aus dem Jahr 1979.

## Handlung
Jeanne, Studentin im Lernüberdruss, und Marie, Verkäuferin, lernen sich zufällig kennen und beginnen ein Spiel, das schneller Ernst wird, als sie ahnen. Sie versuchen, ohne Geld im reichsten Land Europas unterwegs zu sein. Es verschlägt sie in alle Schweizer Landesteile. Das Abenteuer in einem Land, das auch noch das nicht zu Ordnende ordnet, verwirrt sie nicht nur, sondern es macht sie krank. Sie könnten sich aufgeben, drehen aber durch und erschießen einen Unbekannten.

## Musik
Die Filmmusik wurde von Arié Dzierlatka komponiert. Am Anfang des Films erklingt das erste Lied aus Schuberts Winterreise, gesungen von der Schweizer Sopranistin Danielle Borst, von Streichern begleitet.

## Auszeichnungen
- Berlinale 1979: Nominierung für den Goldenen Bären für Alain Tanner